# Durmiente (cómic)
Durmiente es el nombre de varios personajes ficticios que aparecen en los cómics estadounidenses publicados por Marvel Comics. Los Durmientes se representan como una serie de cinco robots destructivos creados por el Cráneo Rojo.

## Historial de publicaciones
El primer Durmiente apareció por primera vez en Tales of Suspense #72 y fue creado por Stan Lee y Jack Kirby.
El segundo Durmiente fue creado por el escritor Mike Costa y el artista Mark Bagley y apareció por primera vez en Venom #165, mientras que hizo su primera aparición con nombre en Venom: First Host #3.

## Biografía del personaje ficticio

### Robots
El Durmiente era el más poderoso de cuatro robots diseñados como agentes de destrucción en Berlín por la Alemania nazi. Después de la Segunda Guerra Mundial, el Durmiente fue sepultado en una cripta que se hundió en el mar. Los tres primeros robots fueron activados en aldeas europeas por los agentes nazis en determinado momento, el grupo constaba de un robot gigantesco de apariencia humana con rayos desintegradores, un robot alado, y el "cerebro", que se ensamblaba con Cráneo Rojo y era una poderosa bomba. A pesar de que el Capitán América y el personal de la cercana base militar de EE. UU. intentaron detenerlos, los robots se combinaron y volaron hacia el Polo Norte. Durante su búsqueda con el ejército, El Capitán América supone que el primer Durmiente usaría sus ráfagas para perforar el hielo, permitiendo a este robot viajar al interior de la Tierra y explotar para destruir el mundo, como había jurado el Cráneo Rojo, que si no podía conquistarlo destruiría el mundo. Para evitarlo el Capitán América consigue abordar el vehículo combinado en el aire y detonar la bomba con un lanzallamas antes, destruyendo a los tres Durmientes.La cripta que contenía al cuarto Durmiente fue recuperada del mar en tiempos modernos, y cuando el Durmiente se reactivó destruyó una fundición en la costa y luchó con el Capitán América. A causa de un "cristal sónico" el Durmiente se hizo intangible definitivamente. Del mismo modo, el Cráneo Rojo posteriormente activó un quinto Durmiente, solo para que el Capitán América y Falcon los detuvieran también.
Posteriormente el cuarto Durmiente fue restaurado a la tangibilidad por el Forjador de Máquinas y se utilizó como un caballo de Troya para poder entrar a la isla de los Vengadores con el fin de liberar a los diferentes robots encarcelados allí. Sus planes fueron frustrados por el Capitán América, y resultó gravemente dañado.
Los daños sufridos por el cuarto Durmiente fueron reparados posteriormente por el Forjador de Máquinas. El Durmiente volvió a ser animado por el Forjador de Máquinas para que se uniera a la Brigada Esqueleto en busca del desaparecido Cráneo Rojo. Este combatió a los mercenarios del Club Fuego Infernal, y a la Reina Negra. Unas réplicas de los cinco robots Durmientes se enfrentaron luego contra el Capitán América e Iguana.

### Simbionte
Cuando el simbionte Venom descubrió que estaba embarazado nuevamente,quiso cuidar de su séptimo engendro después de ser purificado por los Klyntar.El simbionte mantuvo esto en secreto para Eddie Brock, hasta que fueron capturados por el Grupo de Trabajo de Simbiontes, liderado por Claire Dixonbe trabajando junto con Escorpión, que quería volver a unirse con el simbionte Venom.Afortunadamente, Spider-Woman llegó y salvó a Eddie junto con el simbionte del Grupo de Trabajo. Luego, Eddie con Venom fue a Alchemax para dar a luz al nuevo engendro. Sin embargo, debido a la experimentación por la que pasó, el simbionte tuvo un embarazo difícil y mientras tanto Mac Gargan llegó a su ubicación y cambió su plan para matar al simbionte Venom y unirse a su engendro más poderoso. Afortunadamente, Eddie noqueó tanto a Mac como a la agente Claire Dixon. Después de dar a luz al engendro, Eddie y Venom confiaron a Liz Allan el cuidado del simbionte.
El engendro fue entonces nutrido y criado por su padre que había estado de visita en Alchemax para hacerlo bueno en contraste con sus otros descendientes.Sin embargo, después de que Venom fue secuestrado por su anfitrión original, el soldado Kree Tel-Kar,la descendencia se unió a Eddie y se alió con la Warbride Skrull, M'Lanz, para salvar a Venom y evitar que Tel-Kar use un arma biológica mortal Skrull.Durante la pelea que siguió, el Durmiente se une a M'Lanz para salvarla, mientras que Venom después de liberarse del control de Tel-Kar se volvió a unir a Eddie, dejando a Tel-Kar para que explotara con la base de investigación Skrull por el ejército Kree. Luego, Eddie con Venom y el Durmiente regresaron a la Tierra mientras M'Lanz regresaba al espacio. Sin embargo, Tel-Kar había sobrevivido a la explosión y planeaba usar el arma biológica contra los humanos, pero el Durmiente intervino y se unió a Tel-Kar, lobotomizándolo en el proceso y convirtiéndolo en un cuerpo que el Durmiente puede pilotear. Después de eso, el Durmiente se despidió de Eddie y con la nave espacial de Tel-Kar decidió ir a explorar el universo.

## Poderes y habilidades
Los materiales, el diseño y la construcción robóticos del Cuarto Durmiente le proporcionan una fuerza sobrehumana, resistencia, durabilidad y reflejos. Posee una inteligencia artificial limitada, con una capacidad limitada para la actividad automotivada. El Cuarto Durmiente está programado para ser moderadamente competente en el combate cuerpo a cuerpo. El Cuarto Durmiente tiene blásters de rayos repulsores montados en sus cuencas oculares. Originalmente, el Cuarto Durmiente podía alterar su densidad de su forma natural de acero templado a la intangibilidad total. Los circuitos que controlaban esta función se han quemado y no han sido reemplazados. La vibración de cierto "cristal sónico" provocó que el control de intangibilidad del Cuarto Durmiente funcionara mal. El Cuarto Durmiente originalmente también podía generar energía térmica "volcánica" y proyectarla a través de su placa frontal. Esta función también ha sido aparentemente erradicada.
El simbionte Durmiente tiene todos los poderes del primer anfitrión humano de su predecesor, Spider-Man. También posee capacidad limitada de cambio de forma, camuflaje y las capacidades de defensa autónomas de un simbionte. Además, es indetectable para el sentido arácnido de Spider-Man y posee quimiocinesis.

## En otros medios

### Televisión
- La historia original del Durmiente apareció en la serie televisiva de anilmación, The Marvel Super Heroes en la subserie del "Capitán América" en los episodios titulados: "El Durmiente Despertará", "Donde Camina el Durmiente", "El Sueño Final."
- Un robot Durmiente apareció en X-Men episodio "Viejos Soldados", donde fue derrotado por Lobezno y el Capitán América.
- Robots de un diseño similar a los Durmientes aparecieron en la saga "Seis Guerreros Olvidados" de la serie de televisión Spider-Man. Fueron creados por el Cráneo Rojo para proteger su "apocalíptica arma". Fueron derrotados inicialmente por los Seis Guerreros, Kingpin y los Seis Siniestros, pero fueron reactivados después por Electro para atacar las Naciones Unidas. Fueron derrotados una vez más por los Seis Guerreros.
- El Durmiente aparece en The Avengers: Earth's Mightiest Heroes episodio "Soldado del Invierno." Esta versión tiene un sello de Hydra en vez de un sello nazi. Un Durmiente ataca la Hidro-Base con el fin de liberar al Cráneo Rojo de la prisión de la Hidro Base. Mientras el Capitán América y Nick Furia estaban buscando al Soldado del Invierno, lo encuentran luchando contra un Durmiente. Capitán América y Nick Furia derrumban la montaña sobre el Durmiente como Capitán América lo engaña para que caiga por un precipicio. Soldado del Invierno le dijo más tarde al Capitán América y a Nick Furia que en caso de que la campaña del Cráneo Rojo como Dell Rusk fallara los Durmientes se activarían. Cinco Durmientes fueron activados en Washington D. C. y terminan atacando Washington D. C. al combinarse en un Mega-Durmiente con un Cañón Nova en su pecho. Los Vengadores lucharon contra el Mega-Durmiente hasta que el Capitán América y Soldado del Invierno llegan para destruir la CPU en su cabeza. Capitán América y Soldado de Invierno encuentran al Cráneo Rojo en la parte de la CPU del Mega-Durmiente donde Cráneo Rojo planea lavarles el cerebro para que le sirvan. Posteriormente Soldado del Invierno se libera cuando la lucha dentro del Mega-Durmiente lo daña. Los Vengadores lograron hacer que el Mega-Durmiente colapsase hacia el claro.
- El Durmiente aparece en la cuarta temporada de Avengers: Secret Wars. Esta versión es Skull-Net, el sistema de inteligencia artificial de Red Skull. En el episodio "Despierta el Durmiente", los Nuevos Vengadores luchan contra la inteligencia artificial mientras Visión se hace amigo de un robot reparado llamado Skully. Tanto el Durmiente como Skully son expresados por Liam O'Brien.[16]
- Los Durmientes conocidos como Sleeper-Mechs se presentan en la temporada 5 de Marvel's Agents of S.H.I.E.L.D. como soldados de choque para un líder solitario de HYDRA, la General Hale de la Fuerza Aérea de los Estados Unidos. Introducidos en "Todas las comodidades del Hogar", están controlados de forma remota por el socio cibernético de Hale, Anton Ivanov, alias el Superior.

### Videojuegos
- El Durmiente aparece en el videojuego Capitán América: Supersoldado. Esta versión fue una creación de orígenes desconocidos como el Barón Zemo, Heller Zemo. Aunque no podían entender lo que es el Durmiente, Heller Zemo y sus hombres se dieron cuenta de que es algo importante. El castillo Zemo pronto se construyó alrededor del lugar de descanso del Durmiente. Cientos de años después, durante la Segunda Guerra Mundial, el castillo fue propiedad del Barón Heinrich Zemo, quien pensó que estaba destinado a despertar al Durmiente y usarlo para ayudarlo en su conquista mundial. Sin embargo, imprudentemente hizo una alianza con Johann Schmidt, comandante de la división de investigación Nazi HYDRA. Siguiendo las órdenes de Schmidt, los soldados de HYDRA ocuparon el Castillo Zemo, donde el principal científico de Schmidt, Arnim Zola, estudió al Durmiente. En 1944, el castillo fue infiltrado por el Súper Soldado estadounidense llamado Capitán América. Después de derrotar a los guardias, se enfrentó al robot de Zola mientras el Durmiente despertó y destruyó un avión aliado. Sin embargo, el Durmiente finalmente fue destruido por el Capitán América.